# 綾小路護
綾小路 護（あやのこうじ まもる、1892年〈明治25年〉10月27日 - 1973年〈昭和48年〉10月21日）は、大正から昭和期の政治家、華族。貴族院子爵議員。綾小路家19代当主。旧姓・野宮。位階は正四位。

## 経歴
東京において、子爵・野宮定穀の五男として生まれ、綾小路家18代当主・綾小路家政の養子となる。養父の死去に伴い、1921年（大正10年）4月30日、子爵を襲爵した。
1920年（大正9年）京都帝国大学経済学部卒業。十五銀行に入行。その後、横山工業監査、帝国鉱業開発監事などを務めた。また、歌会始講頌として披講の講頌役を務めた。
1925年（大正14年）7月10日、貴族院子爵議員に選出され、研究会に所属して活動し大蔵省委員、税制調査会委員などを務め、1947年（昭和22年）5月2日の貴族院廃止まで在任した。

## 栄典
- 1934年（昭和9年）4月29日 - 勲四等瑞宝章[8]
- 1940年（昭和15年）4月29日 - 勲四等旭日小綬章[8]
- 1942年（昭和17年）5月12日 - 勲三等瑞宝章[8]
- 歿後 - 勲二等瑞宝章[8]

## 親族
- 実母 野宮餘年子（よねこ、嵯峨実愛七女）[9]
- 養母 綾小路晨子（はやこ、石山基正三女）[1]
- 妻 綾小路雪子（有馬頼之長女）[1]
- 長男・綾小路有功（1924-） ‐ 綾小路家20代当主。
- 長女・章子（1927-） ‐ 味の素社長鈴木重明の元妻。離婚後、高級雀荘「李白」を経営、1973年に客で17歳下の愛人の日商岩井社員との別れ話がこじれ、仲裁に入った同社の先輩社員を銃殺、実刑5年判決（3年で出所）。人と面談時に録音する習慣があり、犯行時の会話が全て録音されていたことでも話題になった。[10][11][12][13]
- 二男・綾小路有昭（1929-2015） ‐ 富国生命保険常務。岳父に貝島燃料工業社長・貝島栄一（炭鉱王貝島太助孫）。[14][15]
- 三男・綾小路有恒（1932-）
- 二女・康子（1933-） ‐ 貝島信人(貝島栄一の子）の妻
- 三女・睦子 ‐ 八十島武夫（八十島親義二男）の妻